# Kanuslalom-Weltmeisterschaften 1971
Die Kanuslalom-Weltmeisterschaften 1971 fanden 1971 in Meran in Italien statt.

## Ergebnisse

### Einer-Kajak
Männer:
| Platz | Land | Sportler         |
| ----- | ---- | ---------------- |
| 1     | DDR  | Siegbert Horn    |
| 2     | DDR  | Christian Döring |
| 3     | GER  | Ulrich Peters    |

Frauen:
| Platz | Land | Sportler         |
| ----- | ---- | ---------------- |
| 1     | DDR  | Angelika Bahmann |
| 2     | TCH  | Ludmila Polesná  |
| 3     | DDR  | Veronika Stampe  |

### Einer-Kajak-Mannschaft
Männer:
| Platz | Land | Sportler                                     |
| ----- | ---- | -------------------------------------------- |
| 1     | AUT  | Kurt Preslmayr Hans Schlecht Norbert Sattler |
| 2     | DDR  | Jürgen Bremer Chritian Döring Siegbert Horn  |
| 3     | GER  | Jürgen Gerlach Ulrich Peters Alfred Baum     |

Frauen:
| Platz | Land | Sportler                                          |
| ----- | ---- | ------------------------------------------------- |
| 1     | DDR  | Angelika Bahmann Dagmar Kirste Veronika Stampe    |
| 2     | GER  | Ulrike Deppe Bärbel Körner Ursula Heinrich        |
| 3     | TCH  | Bohumila Kapplová Irena Komancová Ludmila Polesná |

### Einer-Canadier
Männer:
| Platz | Land | Sportler        |
| ----- | ---- | --------------- |
| 1     | GER  | Reinhold Kauder |
| 2     | DDR  | Wulf Reinicke   |
| 3     | TCH  | Peter Sodomka   |

### Einer-Canadier-Mannschaft
Männer:
| Platz | Land | Sportler                                       |
| ----- | ---- | ---------------------------------------------- |
| 1     | DDR  | Jochen Förster Wulf Reinicke Jürgen Köhler     |
| 2     | GER  | Harald Cuypers Reinhold Kauder Wolfgang Peters |
| 3     | TCH  | Karel Třešňák Zbyněk Pulec Petr Sodomka        |

Mixed:
| Platz | Land | Sportler                      |
| ----- | ---- | ----------------------------- |
| 1     | TCH  | Hana Koudelová Jiří Koudela   |
| 2     | TCH  | Jitka Legatová Milan Svoboda  |
| 3     | TCH  | Ludmila Sirotková Jiří Krejza |

### Zweier-Canadier
Männer:
| Platz | Land | Sportler                         |
| ----- | ---- | -------------------------------- |
| 1     | DDR  | Jürgen Kretschmer/Klaus Trummer  |
| 2     | DDR  | Walter Hofmann/Rolf-Dieter Amend |
| 3     | DDR  | Uwe Franz/Ulrich Opelt           |

### Zweier-Canadier-Mannschaft
Männer:
| Platz | Land | Sportler                                                                                     |
| ----- | ---- | -------------------------------------------------------------------------------------------- |
| 1     | DDR  | Jürgen Kretschmer/Klaus Trummer Walter Hofmann/Rolf-Dieter Amend Uwe Franz/Ulrich Opelt      |
| 2     | GER  | Hitz/Nüssing Hess/Wenzel Scheffer/Steinschulte                                               |
| 3     | TCH  | Antonín Brabec/František Kadaňka Ladislav Měšťan/Zdeněk Měšťan Milan Horyna/Gabriel Janoušek |

## Medaillenspiegel
| Platz  | Land                            | Gold | Silber | Bronze | Gesamt |
| ------ | ------------------------------- | ---- | ------ | ------ | ------ |
| 1      | Deutsche Demokratische Republik | 6    | 4      | 2      | 12     |
| 2      | Deutschland                     | 1    | 3      | 2      | 6      |
| 2      | Tschechoslowakei                | 1    | 2      | 5      | 8      |
| 4      | Österreich                      | 1    | -      | -      | 1      |
| Gesamt | Gesamt                          | 9    | 9      | 9      | 27     |